# Duque de Chaulieu
O duque de Chaulieu é um personagem da Comédia Humana de Honoré de Balzac. Seu prenome é Henri. Ele é o pai do duque de Rhétoré, marquês de Chalieu, que se tornará duque de Lenoncourt-Chalieu casando-se com Madeleine de Mortsauf, filha de madame de Mortsauf, a heroína de Le Lys dans la vallée, e neta do duque de Lenoncourt. Ele também tem uma filha, que se torna baronesa de Macumer.
Ele é embaixador da França na Espanha, depois ministro de "assuntos estrangeiros", favorito do rei Carlos X. Em Splendeurs et misères des courtisanes, ele promete à duquesa de Grandlieu solicitar ao rei um título de marquês para Lucien de Rubempré. Ele apresenta seu amigo, o duque de Grandlieu, ao chefe da polícia política Corentin, para inquirir sobre Lucien.